# 絡眼蝶屬
絡眼蝶屬（學名：Dira）是蛺蝶科眼蝶亞科絡眼蝶族中的一個屬。物種分佈於南非山地。

## 物種
- 絡眼蝶 Dira clytus
- 滴瞳絡眼蝶 Dira oxylus
- 絨絡眼蝶 Dira jansei
- 詹氏絡眼蝶 Dira swanepoeli